# فهرست نمایندگان آستارا در مجلس شورای ملی
اسامی نمایندگان آستارا در دوره‌های مجلس شورای ملی به شرح زیر است:
(آستارا تا قبل از تأسیس فرمانداری و منفک شدن  از استان آذربایجان شرقی و الحاق به استان گیلان(۱۳۳۸)، نماینده مستقل در مجلس شورای ملی نداشته‌است)
| ردیف | نام                 | دوره         | منبع  |
| ---- | ------------------- | ------------ | ----- |
| ۱    | اسماعیل آزمین       | بیستم        | [ ۱ ] |
| ۲    | سید ابوالفصل اقبالی | بیست و یکم   | [ ۲ ] |
| ۳    | علی ماهیار          | بیست و دوم   | [ ۳ ] |
| ۴    | اسماعیل اکبر        | بیست و سوم   | [ ۴ ] |
| ۵    | اشرف حریری          | بیست و چهارم | [ ۵ ] |